# Juegos y deportes tradicionales
Juegos y deportes tradicionales es el nombre de una serie filatélica emitida por la Sociedad Estatal Correos y Telégrafos de España en el año 2008, dedicada a los principales juegos y deportes tradicionales practicados en el territorio español. En total fueron puestos en circulación 16 sellos en 8 fechas de emisión diferentes. 

## Descripción
| Fecha de emisión | Nombre del sello (descripción)                   | Dimensiones (mm) | Valor facial (en €) |
| ---------------- | ------------------------------------------------ | ---------------- | ------------------- |
| 16.04.2008       | 1) La pelota valenciana                          | 40,9 × 28,8      | 0,43                |
| 16.04.2008       | 2) La pelota vasca                               | 28,8 × 40,9      | 0,43                |
| 16.05.2008       | 1) Levantamiento de piedra                       | 28,8 × 40,9      | 0,43                |
| 30.05.2008       | 1) El lanzamiento de barra                       | 28,8 × 40,9      | 0,43                |
| 30.05.2008       | 2) El tiro con honda balear                      | 28,8 × 40,9      | 0,43                |
| 05.06.2008       | 1) El bolo palma                                 | 40,9 × 28,8      | 0,43                |
| 05.06.2008       | 2) El bolo asturiano o cuatreada                 | 40,9 × 28,8      | 0,43                |
| 05.06.2008       | 3) El bolo leonés                                | 40,9 × 28,8      | 0,43                |
| 16.07.2008       | 1) La lucha canaria                              | 28,8 × 40,9      | 0,43                |
| 16.07.2008       | 2) La lucha leonesa                              | 28,8 × 40,9      | 0,43                |
| 16.07.2008       | 3) El palo canario                               | 28,8 × 40,9      | 0,43                |
| 17.07.2008       | 1) Regata de traineras                           | 40,9 × 28,8      | 0,43                |
| 09.10.2008       | 1) Castells                                      | 28,8 × 40,9      | 0,43                |
| 27.10.2008       | 1) El chito                                      | 40,9 × 28,8      | 0,43                |
| 27.10.2008       | 2) La chave (llave asturiana, gallega o leonesa) | 40,9 × 28,8      | 0,43                |
| 27.10.2008       | 3) La calva                                      | 40,9 × 28,8      | 0,43                |